# Nicolò Manfredini
Nicolò Manfredini (Ferrara, 1º maggio 1988) è un calciatore italiano, di ruolo portiere, svincolato.

## Biografia
Si è laureato in scienze motorie all'Università degli Studi di Ferrara. Ha una figlia di nome Olivia.

## Carriera

### Club

#### Giovanili
Cresce nelle giovanili della Spal, fino al 2004, dove poi passa in prima squadra.
Nella stagione 2011-12, entra nelle giovanili della Fiorentina, dove vince la Supercoppa Primavera 2011.
Diventa portiere della Spal, dove non raccoglie presenze. Passa poi alla Fiorentina.
Passa, poi, al Carpi in Serie D. Colleziona 34 presenze, portando i biancorossi ai play-off, dove perdono in semifinale col Castellarano.
L'annata successiva passa al Gubbio, dove colleziona 27 presenze.

#### Reggiana
Trasferitosi alla Reggiana, la prima stagione colleziona solo una presenza. La stagione dopo, da primo portiere, raccoglie 26 presenze, subendo 31 gol.

#### Modena
Comprato dal Modena, raccogliendo 15 presenze in tre anni, come secondo portiere. All'inizio della stagione 2015-16, è il secondo portiere alle spalle di Ivan Provedel, ma dalle brutte prestazioni di quest'ultimo, Nicolò diventa titolare, giocando 22 partite. Tuttavia, non riesce a salvare il Modena, che retrocederà in Serie C. Con l'inizio della nuova stagione, Manfredini viene messo capitano da Simone Pavan, ma con l'arrivo di Ezio Capuano, perde la fascia, ma non il posto da titolare. Gioca 36 partite su 38 in campionato, subendo 33 gol, facendo diventare il Modena una delle migliori difese. In Coppa Italia gioca 2 partite, subendo 1 gol.
Nella nuova stagione, seconda con Ezio Capuano, Nicolò è un punto fermo della squadra, composta da molti giovani.
Nicolò, anche se ha raccolto poche presenze col Modena, è considerato una bandiera dai tifosi canarini.

#### Spezia
Rimasto svincolato dal Modena a seguito dei guai societari degli emiliani, che ne hanno determinato l'esclusione dal campionato di Serie C 2017-2018, nel novembre 2017 è stato messo sotto contratto dallo Spezia, dove rimane fino a giugno 2019.

#### Benevento
Nel luglio 2019 viene prelevato dal Benevento, con cui esordisce il 21 Settembre dello stesso anno nella vittoriosa partita casalinga contro il Cosenza. La squadra si issa in vetta alla classifica di Serie B e la mantiene saldamente, accumulando un larghissimo vantaggio sulle inseguitrici e battendo numerosi record per la categoria prima della sospensione del torneo a causa della pandemia di COVID-19 del 2020 in Italia. Nel giugno 2020 vince la Coppa Ali della Vittoria e ottiene dunque l'aritmetica promozione in Serie A con sette giornate di anticipo. Debutta in Serie A, a retrocessione ormai avvenuta, nell'ultima giornata del campionato 2020-21 in trasferta contro il Torino.
Il 9 luglio 2024 rinnova il proprio contratto di un anno.

Dopo sei anni con la maglia giallorossa, il 30 giugno 2025, lascia il Benevento a causa del mancato rinnovo del proprio contratto da parte della società.

### Nazionale
Nel 2006, ha raccolto una presenza con l'Under 19
Ha partecipato e vinto come portiere titolare le Universiadi 2015.

## Statistiche

### Presenze e reti nei club
Statistiche aggiornate al 4 maggio 2025.
| Stagione         | Squadra          | Campionato       | Campionato | Campionato | Coppe nazionali | Coppe nazionali | Coppe nazionali | Coppe continentali | Coppe continentali | Coppe continentali | Altre coppe | Altre coppe | Altre coppe | Totale | Totale |
| Stagione         | Squadra          | Comp             | Pres       | Reti       | Comp            | Pres            | Reti            | Comp               | Pres               | Reti               | Comp        | Pres        | Reti        | Pres   | Reti   |
| ---------------- | ---------------- | ---------------- | ---------- | ---------- | --------------- | --------------- | --------------- | ------------------ | ------------------ | ------------------ | ----------- | ----------- | ----------- | ------ | ------ |
| 2008-2009        | Gubbio           | 2D               | 27         | -27        | CI-LP           | 0               | 0               | -                  | -                  | -                  | -           | -           | -           | 27     | -27    |
| 2009-2010        | Reggiana         | 1D               | 1          | -1         | CI+CI-LP        | 0               | 0               | -                  | -                  | -                  | -           | -           | -           | 1      | -1     |
| 2010-2011        | Reggiana         | 1D               | 26         | -26        | CI              | 2               | -5              | -                  | -                  | -                  | -           | -           | -           | 28     | -31    |
| Totale Reggiana  | Totale Reggiana  | Totale Reggiana  | 27         | -27        |                 | 3               | -6              |                    | -                  | -                  |             | -           | -           | 30     | -33    |
| 2011-2012        | Fiorentina       | A                | 0          | 0          | CI              | 0               | 0               | -                  | -                  | -                  | -           | -           | -           | 0      | 0      |
| 2012-2013        | Modena           | B                | 7          | -7         | CI              | 1               | 0               | -                  | -                  | -                  | -           | -           | -           | 8      | -7     |
| 2013-2014        | Modena           | B                | 6          | -7         | CI              | 1               | -1              | -                  | -                  | -                  | -           | -           | -           | 7      | -8     |
| 2014-2015        | Modena           | B                | 2          | -1         | CI              | 1               | -4              | -                  | -                  | -                  | -           | -           | -           | 3      | -5     |
| 2015-2016        | Modena           | B                | 22         | -34        | CI              | 2               | -2              | -                  | -                  | -                  | -           | -           | -           | 24     | -36    |
| 2016-2017        | Modena           | LP               | 37         | -32        | CI+CI-LP        | 2               | -1              | -                  | -                  | -                  | -           | -           | -           | 39     | -33    |
| ago.-nov. 2017   | Modena           | C                | -          | -          | CI-C            | 2               | -5              | -                  | -                  | -                  | -           | -           | -           | 2      | -5     |
| Totale Modena    | Totale Modena    | Totale Modena    | 74         | -81        |                 | 9               | -13             |                    | -                  |                    |             | -           | -           | 83     | -94    |
| nov. 2017-2018   | Spezia           | B                | 13         | -14        | CI              | -               | -               | -                  | -                  | -                  | -           | -           | -           | 13     | -14    |
| 2018-2019        | Spezia           | B                | 4          | -5         | CI              | 0               | 0               | -                  | -                  | -                  | -           | -           | -           | 4      | -5     |
| Totale Spezia    | Totale Spezia    | Totale Spezia    | 17         | -19        |                 | 0               | 0               |                    | -                  | -                  |             | -           | -           | 17     | -19    |
| 2019-2020        | Benevento        | B                | 2          | -2         | CI              | 0               | 0               | -                  | -                  | -                  | -           | -           | -           | 2      | -2     |
| 2020-2021        | Benevento        | A                | 1          | -1         | CI              | 1               | -4              | -                  | -                  | -                  | -           | -           | -           | 2      | -5     |
| 2021-2022        | Benevento        | B                | 4          | -5         | CI              | 1               | -2              | -                  | -                  | -                  | -           | -           | -           | 5      | -7     |
| 2022-2023        | Benevento        | B                | 8          | -9         | CI              | 0               | 0               | -                  | -                  | -                  | -           | -           | -           | 8      | -9     |
| 2023-2024        | Benevento        | C                | 3          | -2         | CI-C            | 0               | 0               | -                  | -                  | -                  | -           | -           | -           | 3      | -2     |
| 2024-2025        | Benevento        | C                | 6+1        | -6+ -5     | CI-C            | 0               | 0               | -                  | -                  | -                  | -           | -           | -           | 6      | -11    |
| Totale Benevento | Totale Benevento | Totale Benevento | 21+1       | -23+ -5    |                 | 2               | -6              |                    | -                  | -                  |             | -           | -           | 24     | -34    |
| Totale carriera  | Totale carriera  | Totale carriera  | 166+1      | -177+ -5   |                 | 14              | -25             |                    | -                  | -                  |             | -           | -           | 181    | -207   |

## Palmarès

### Club

#### Competizioni giovanili
- Supercoppa Primavera: 1

Fiorentina 2011

#### Competizioni nazionali
- Campionato italiano di Serie B: 1

Benevento: 2019-2020

### Nazionale
- Universiade: 1

Gwangju 2015